# Idaea paranaria
Idaea paranaria är en fjärilsart som beskrevs av William Schaus 1901. Idaea paranaria ingår i släktet Idaea och familjen mätare. Inga underarter finns listade i Catalogue of Life.